# 加納站 (岐阜縣)
加納站（日语：／ Kanō eki */?）是位於日本岐阜縣岐阜市龍田町九丁目，屬於名古屋鐵道（名鐵）名古屋本線的鐵路車站。車站編號為NH59。

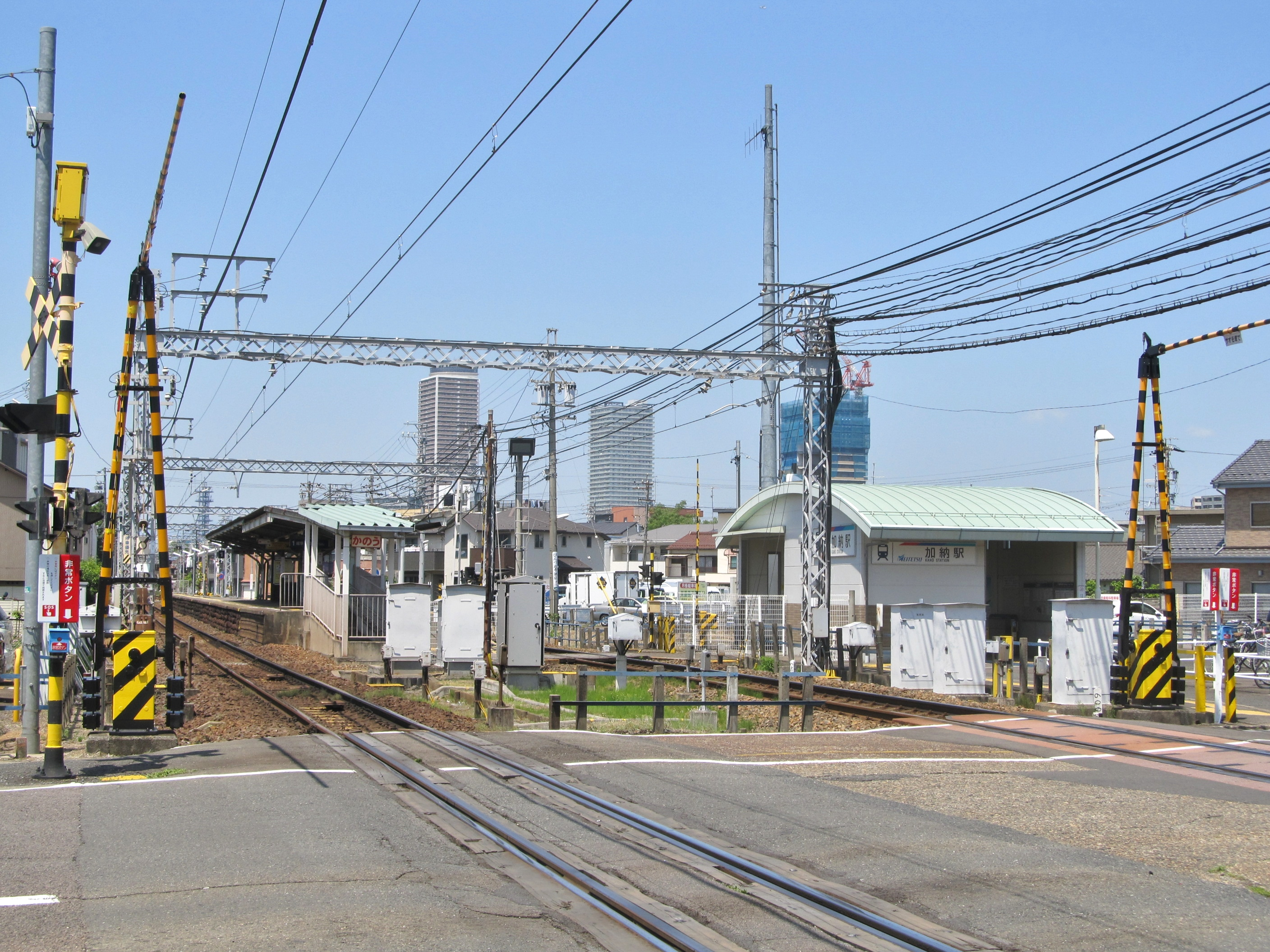
車站全景（2018年5月）

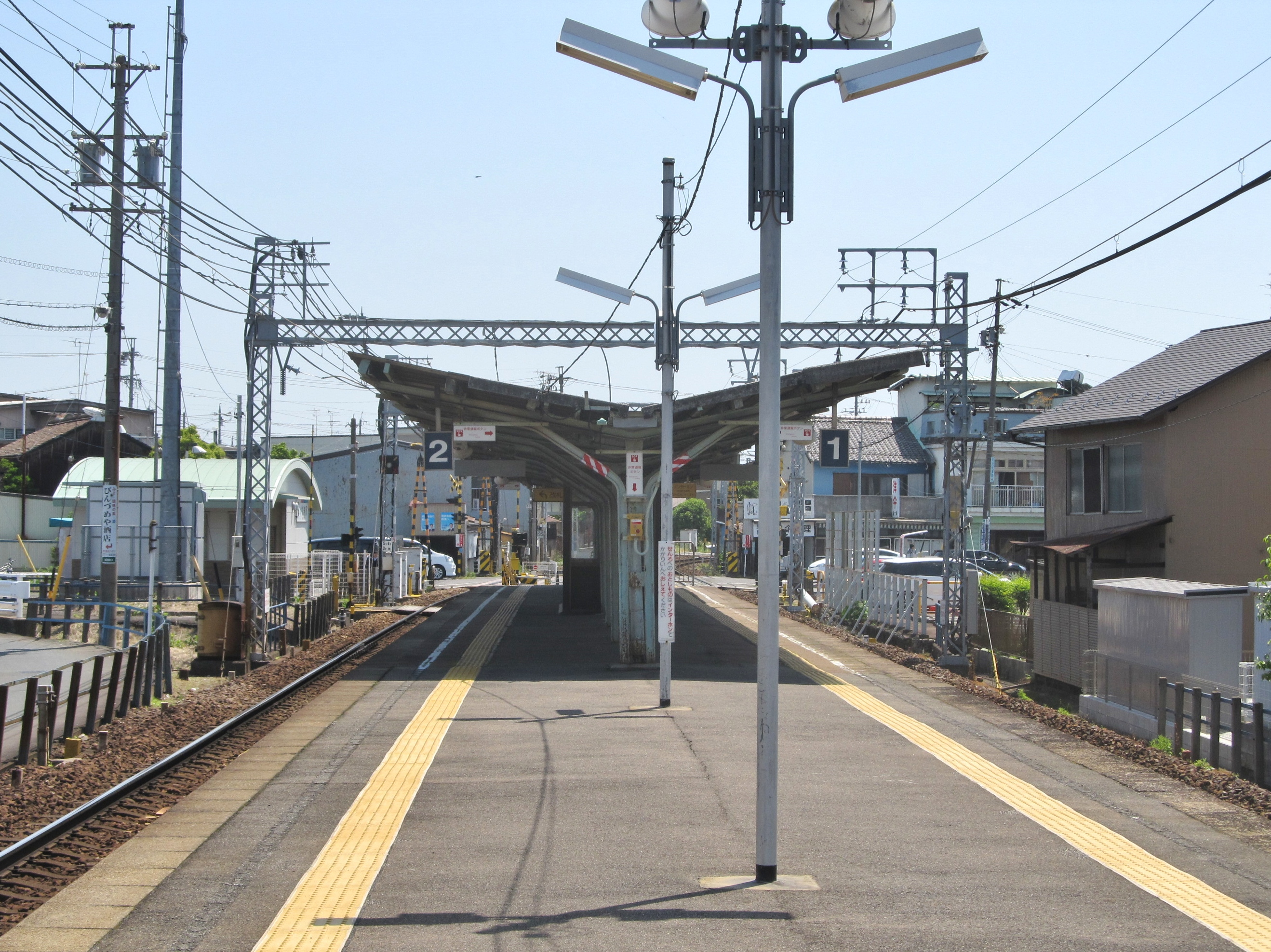
月台（2018年5月）

## 車站構造
本站為島式月台1面2線的地面車站。
| 月台 | 路線       | 方向 | 目的地                   |
| ---- | ---------- | ---- | ------------------------ |
| 1    | 名古屋本線 | 下行 | 名鐵岐阜方向             |
| 2    | 名古屋本線 | 上行 | 名鐵一宮、名鐵名古屋方向 |

### 配線圖
| ← 一宮、 名古屋方向 | 加納站 構內配線略圖 | → 名鐵岐阜站 |
| 图例 参考文献：     |                     |              |

## 相鄰車站
名古屋鐵道
 名古屋本線
□μ-SKY、□快速特急、□快速特急、■特急、□快速急行（特別停車）、■急行、■準急
通過
■普通
茶所（NH58）－加納（NH59）－名鐵岐阜（NH60）

## 外部連結
- 加納 - 名古屋鐵道